# Adiemus
Adiemus  è un brano musicale scritto dal compositore gallese Karl Jenkins. È stato pubblicato ufficialmente nel 1995 come brano di apertura dell'album Adiemus: Songs of Sanctuary.
Adiemus è anche il nome di un progetto omonimo composto da diversi album dello stesso compositore.

## Storia
Adiemus è stato scritto nel 1994 da Karl Jenkins e presentato per la prima volta in una pubblicità televisiva della compagnia aerea Delta Air Lines nello stesso anno. Jenkins scelse la cantante sudafricana Miriam Stockley come cantante principale e la cantante londinese Mary Carewe, quale voce aggiuntiva, accompagnate dall'orchestra London Philharmonic.
La canzone, scritta in re minore, è un mix di melodie in stile tribale africano e celtico. Venne scritta con l'idea di creare una canzone moderna utilizzando forme classiche, come il rondò e la forma ternaria. Le parti vocali sono utilizzate come se fossero un altro strumento musicale senza voler trasmettere alcun messaggio specifico.

## Formazione
- Karl Jenkins - compositore, testi, direttore d'orchestra, produttore
- Miriam Stockley - voce solista
- Mary Carewe - voce aggiuntiva
- Mike Ratledge - arrangiamento ( percussioni programmate), produttore
- Mick Taylor - flauto
- London Philharmonic Orchestra

## Nella cultura di massa
Il brano raggiunse la notorietà in seguito al suo utilizzo nello spot televisivo della Delta Air Lines. Successivamente, ha aumentato la propria notorietà in Italia, essendo stato usato anche per l'ingresso di Madre Natura nella trasmissione Ciao Darwin,  condotta da Paolo Bonolis e Luca Laurenti e andata in onda su Canale 5.
La canzone è spesso attribuita erroneamente a Enya, probabilmente a causa di una pubblicità televisiva di Pure Moods contenente sia "Adiemus" di Karl Jenkins che Orinoco Flow di Enya.
Mauro Picotto ne inserisce poi un campionamento nel suo brano strumentale "Proximus".
Nel film "L'ottava nota - Fuori dal coro" è cantata dal protagonista e dal coro di voci bianche di cui egli fa parte.